# Alliopsis benanderi
Alliopsis benanderi är en tvåvingeart som först beskrevs av Ringdahl 1926.  Alliopsis benanderi ingår i släktet Alliopsis och familjen blomsterflugor. Arten är reproducerande i Sverige. Inga underarter finns listade i Catalogue of Life.